# Jim DeFelice
Jim DeFelice (Nova Iorque, 23 de agosto de 1956) é um roteirista americano. Como reconhecimento, foi nomeado ao Oscar 2015 na categoria de Melhor Roteiro Adaptado por American Sniper.